# Stavanger
Stavanger  kiejtése Norvégia negyedik legnépesebb városa. Stavanger/Sandnes néven település-földrajzi értelemben egy konurbációt alkot Sandnessel; együttes népességük 197 852 fő (2011. jan 1.) +/-, amivel az ország harmadik legnépesebb településének számít.

## Földrajz
Stavanger a kontinensen és több szigeten fekszik: Hundvåg, Buøy, Austre Åmøy, Langøy, Bjørnøy, Roaldsøy, Ormøy, Steinsøy, Engøy, Sølyst, Grasholmen, Vassøy, Lindøy, Hellesøy, Tunsøy und Kalvøy.
Legmagasabb pontja a Jåttånuten (139 m).

### Éghajlat
A város mérsékelt óceáni éghajlattal rendelkezik, rendkívül szeles. A csapadék mértéke 1180 mm/év. A nyár kellemes és enyhe.
| Hónap                         | Jan. | Feb. | Már. | Ápr. | Máj. | Jún. | Júl. | Aug. | Szep. | Okt. | Nov. | Dec. | Év   |
| ----------------------------- | ---- | ---- | ---- | ---- | ---- | ---- | ---- | ---- | ----- | ---- | ---- | ---- | ---- |
| Átlagos max. hőmérséklet (°C) | 3,0  | 3,0  | 5,0  | 9,0  | 14,0 | 16,0 | 18,0 | 18,0 | 15,0  | 11,0 | 7,0  | 5,0  | 10,4 |
| Átlagos min. hőmérséklet (°C) | −1,0 | −1,0 | 0,0  | 3,0  | 7,0  | 9,0  | 12,0 | 12,0 | 10,0  | 7,0  | 4,0  | 2,0  | 5,4  |
| Átl. csapadékmennyiség (mm)   | 92   | 66   | 75   | 50   | 68   | 73   | 91   | 115  | 156   | 148  | 136  | 110  | 1180 |
| Havi napsütéses órák száma    | 48   | 79   | 140  | 168  | 226  | 222  | 197  | 159  | 141   | 80   | 45   | 33   | 1538 |
| Forrás: climatedata           |      |      |      |      |      |      |      |      |       |      |      |      |      |

## Történelem
A Stavangeri püspökséget 1122 és 1125 között hozták létre. Ebben az időben kezdte el építtetni a dómot az első püspök, Reinald fra Winchester. 1125-ben alapították meg várost.
1425. augusztus 16-án vásárjogot kapott, azonban ez nem lendítette fel a várost. Csak a 16. században kezdett el fejlődni.

## Gazdaság
Sok nemzetközi cégnek van a városban székhelye (pl. Statoil). A városban több konzervgyár is működik.

## Közlekedés
Az óvárosban található egy hajóterminál, ahová számos hajó fut be Nagy-Britanniából, Norvégia különböző részeiből és Dániából is. Ehhez közel található egy kisebb forgalmú hajóállomás, ahonnan a közelebbi célpontokra (Vassøy és Tau) indulnak kompok.
A vasút Oslótól Stavangerig fut. A stavangeri vasútállomás mellett található a buszállomás.

## Kultúra

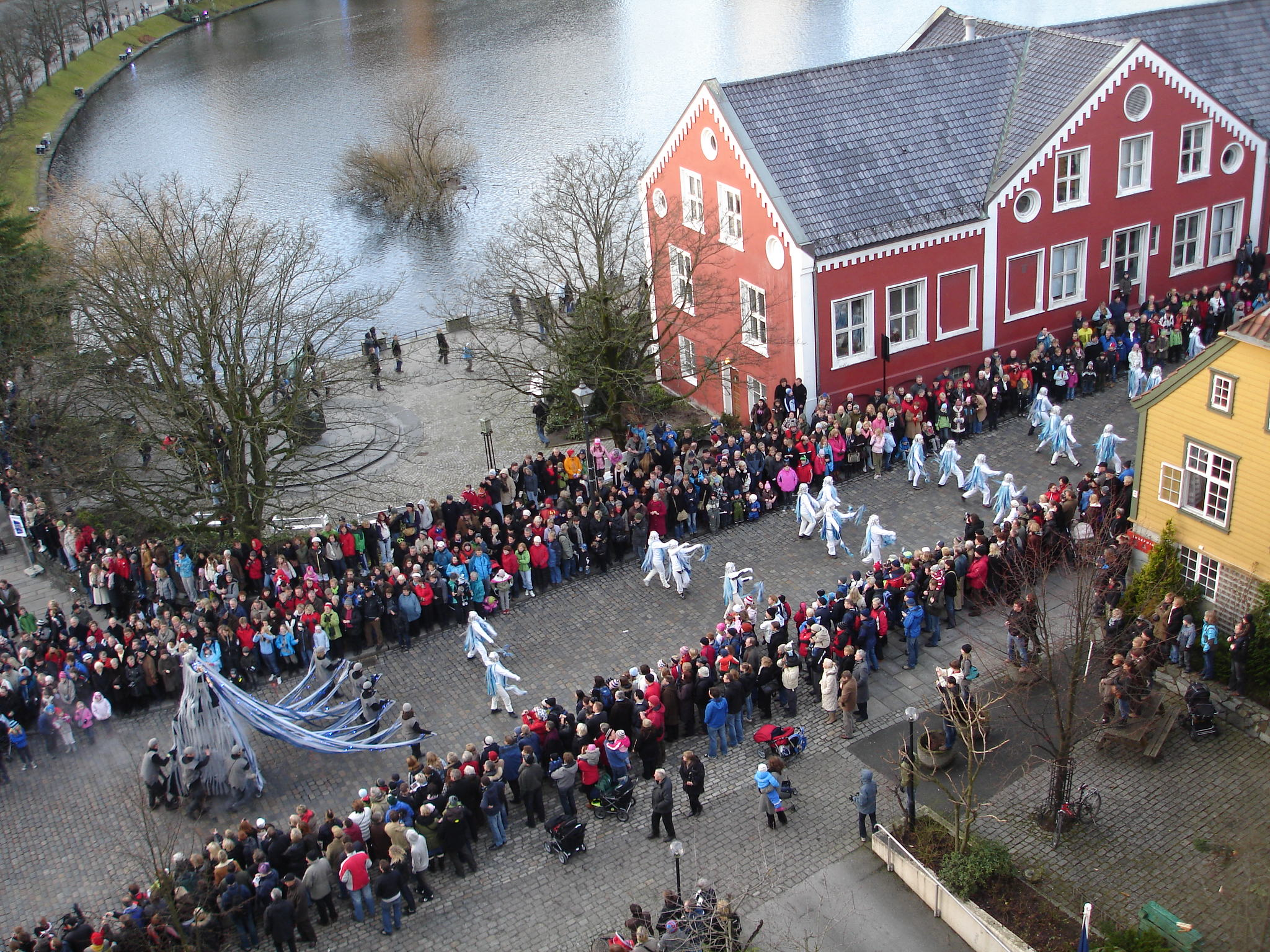
A 2008-as Európa kulturális fővárosa programsorozat megnyitója a városban

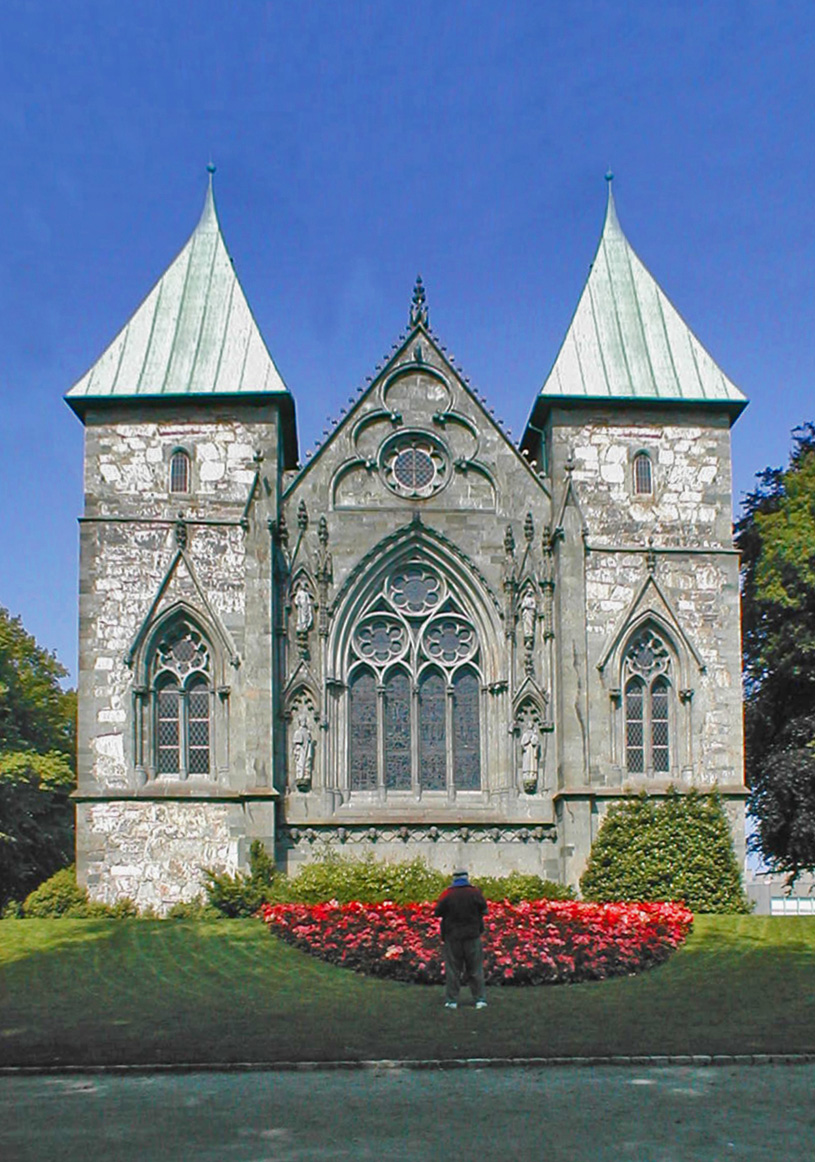
Az óvárosban található dóm

Minden májusban egy jazz-fesztivált rendeznek.
2008-ban Stavanger Liverpool mellett Európa kulturális fővárosa lett.

## Sport
A legnagyobb helyi labdarúgóklub a Viking Fotballklubb, amely a norvég labdarúgó-bajnokság első osztályában játszik. Hazai pályája a 2004-ben átadott Viking Stadion.
Stavangerben minden évben, június végén rendezik meg a strandröplabda világbajnokságot.
A szabadidős tevékenységek köre szinte korlátlan: a túrázástól kezdve a bázisugrásig szinte minden sport megtalálható. A belvárostól elérhető közelségben fekvő két tavat (Mosvatnet, Stokkavatnet) kiváló minőségű futóutak veszik körül. Ezenkívül számos kondicionáló terem található a városban, ám többségük kifejezetten drágának mondható.

## Turizmus
- Az óvárosban található a dóm, amelyet 1125-ben építettek.
- Olajmúzeum
- Óváros (Gamle Stavanger), Európa egyik legidősebb épen megmaradt, legnagyobb részben fából épült házakból álló óvárosa
- Valberg torony
- Preikestolen (Prédikálószék) - A Lysefjord felett magasodó 600 méter magas sziklaorom
- Kjerag - Két sziklafal közé szorult hatalmas kődarab 1000 méterre a Lysefjord felett
- Homokos tengerpartok végig a nyugati tengerparton (Sola, Bore, Vigdel)

## Testvérvárosok
| - Egyesült Királyság, Aberdeen - Madagaszkár, Antsirabe - Azerbajdzsán, Baku - Dánia, Esbjerg - Svédország, Eskilstuna - Nicaragua, Estelí | - USA, Galveston - Egyesült Királyság, Harlow - USA, Houston - Finnország, Jyväskylä - Brazília, Macaé - Eritrea, Masszawa | - Ausztrália, Melbourne - Palesztina, Náblusz - Izland, Neskaupstaður - Izrael, Netánja |